# دايفيد إم. راسموسن
دايفيد إم. راسموسن (بالإنجليزية: David M. Rasmussen)‏ هو أستاذ جامعي وفيلسوف أمريكي، ولد في 1937.